# Ceromasiopsis brasiliensis
Ceromasiopsis brasiliensis là một loài ruồi trong họ Tachinidae.